# Erika Remberg
Erika Remberg (Medan, 15 febbraio 1932 – Benidorm, 10 novembre 2017) è stata un'attrice austriaca nata in Indonesia. È apparsa in più di 30 film dal 1950 al 1970.

## Biografia
È stata sposata con l'attore Walther Reyer con il quale ha avuto un figlio.
È stata sposata in seconde nozze con l'attore Gustavo Rojo dal 1959 al 1967. Fino al 2000 è stata sposata con il produttore britannico Sidney Hayers.

## Filmografia

### Cinema
- Der Geigenmacher von Mittenwald, regia di Rudolf Schündler (1950)
- Sonne über der Adria, regia di Karl Georg Külb (1954)
- Schloß Hubertus, regia di Helmut Weiss (1954)
- Geliebte Feindin, regia di Rolf Hansen (1955)
- Laila , regia di Rolf Husberg (1958)
- Il circo degli orrori (Circus of Horrors), regia di Sidney Hayers (1960)
- Der Fluch der grünen Augen, regia di Ákos Ráthonyi (1964)
- Tiro a segno per uccidere (Das Geheimnis der gelben Mönche), regia di Manfred R. Köhler (1966)
- À belles dents, regia di Pierre Gaspard-Huit (1966)
- So viel nackte Zärtlichkeit, regia di Günter Hendel (1968)
- Esotika Erotika Psicotika, regia di Radley Metzger (1970)

### Televisione
- I gialli di Edgar Wallace (The Edgar Wallace Mystery Theatre) – serie TV, episodio 2x09 (1962)